# プロピベリン
プロピベリン（Propiverine）は、過活動膀胱症候群の症状である尿意切迫感、頻尿、切迫性尿失禁の治療に用いられる抗コリン薬である。
2021年11月には女性向けの尿意切迫感改善薬として一般向けにスイッチOTC化され、薬剤師が常駐する薬局での購入が可能となった（ただし、要指導医薬品に区分されているため、購入時に対面での指導が必要）。

## 効能・効果
- 医療用
  - 下記疾患または状態における頻尿、尿失禁 神経因性膀胱、神経性頻尿、不安定膀胱、膀胱刺激状態（慢性膀胱炎、慢性前立腺炎）
  - 過活動膀胱における尿意切迫感、頻尿および切迫性尿失禁

- 一般用
  - 尿意切迫感（急に尿がしたいとの我慢しがたい訴え）、尿意切迫感を伴う頻尿（尿の回数が多い）・尿もれ

## 禁忌
プロピベリンは下記の患者には禁忌である。
- 幽門、十二指腸又は腸管が閉塞している患者
- 胃アトニー又は腸アトニーのある患者
- 尿閉を有する患者
- 閉塞隅角緑内障の患者
- 重症筋無力症の患者
- 重篤な心疾患の患者

また、一般用では医療用で記載されている該当患者に加え、
- 血尿、排尿痛、膀胱痛のある人
- 医療機関でパーキンソン病、脳血管障害（脳梗塞、脳出血など）、認知症の診断を受けた人

も禁忌（服用しないこと）の項目に記されている。

## 副作用
重大な副作用として、
- 急性緑内障発作：眼圧亢進、嘔気・頭痛を伴う眼痛、視力低下等
- 尿閉（0.62%）
- 麻痺性イレウス：著しい便秘、腹部膨満等
- 幻覚・譫妄（0.25%）
- 腎機能障害：BUN、血中クレアチニンの上昇
- 横紋筋融解症：筋肉痛、脱力感、CK上昇、血中及び尿中ミオグロビン上昇等
- 血小板減少（0.12%）
- 皮膚粘膜眼症候群：発熱、紅斑、そう痒感、眼充血、口内炎等
- QT延長（0.25%）、心室性頻拍：QT延長、心室性頻拍、房室ブロック、徐脈等
- 肝機能障害（1.0%）、黄疸：AST、ALT、γ-GTPの上昇等

が挙げられている。
その他、12.8%の患者に口渇を生じる。
これら副作用については、一般用の添付文書にも具体的な症状と共に記載されている。

## 参考資料
1. ↑  “KEGG DRUG: プロピベリン塩酸塩”. www.kegg.jp. 2021年9月4日閲覧。
2. ↑   BNF 61. London: British Medical Journal Group and Pharmaceutical Press. (March 2011). p. 511. ISBN 978-0-85369-962-0
3. ↑  『尿意切迫感を改善する日本初のOTC医薬品バップフォーレディを発売開始』（プレスリリース）大鵬薬品工業株式会社、2021年11月24日。2021年12月3日閲覧。
4. 1 2 3  “バップフォー錠10／バップフォー錠20／バップフォー細粒2% 添付文書”. www.info.pmda.go.jp. 2021年9月4日閲覧。
5. 1 2  “バップフォーレディ 添付文書” (PDF).   大鵬薬品工業株式会社. 2021年12月3日閲覧。